# Edgard Salvé
Edgard Salvé, född 1 augusti 1946, är en friidrottare från Belgien. Han deltog vid olympiska sommarspelen 1968.